# روالد هالفورسن
روالد هالفورسن (بالنرويجية البوكمول: Roald Halvorsen)‏ هو نقابي وسياسي نرويجي، ولد في 17 فبراير 1914 في أوسلو في النرويج، وتوفي في 18 أكتوبر 2010 في النرويج. حزبياً، نشط في الحزب الاشتراكي اليساري وCommunist Party of Norway ‏. وقد انتخب نائب عضو برلمان النرويج ‏.